# Волкан-де-лос-Патос
Волкан-де-лос-Патос (исп.  Volcán de los Patos) — стратовулкан на границе Чили и Аргентины у перевала Сан-Франциско.
В 1936 году на склонах горы были найдены остатки инков, которые были вероятно принесены в жертву. Это делает возможным предположение, что на Волкан-де-лос-Патос происходили восхождения ещё в доколумбовые времена. Первое достоверно известное покорения вершины было осуществлено в 1937 году польской экспедицией в составе С. Осиецкого, И. Вояшнича, В. Париского, И. Щепанского.